# Overstromingen in Thailand begin 2011
De overstromingen in Thailand in 2011 ontstonden aan het eind van maart 2011 door hevige regen. Er kwamen zeker 51 mensen om het leven. Het zwaarst getroffen gebied was het Zuid-Thailand, waar ook veel modderstromen voorkwamen. De hevige regen en modderstromen waren zeer ongewoon voor deze tijd van het jaar omdat de moessonregens pas in de zomer actief worden en het op het betreffende moment kurkdroog had behoren te zijn.
Het ministerie van buitenlandse zaken ontraadde reizen naar het getroffen gebied als dat niet per se nodig was. Ook werd het vliegveld van Ko Samui tijdelijk gesloten, duizenden toeristen waren gestrand.
Geschat wordt dat ongeveer 265 duizend mensen werden getroffen door de overstromingen. Eind juli ontstonden nieuwe overstromingen, nu in het noorden, die zich langzaam verspreidden, richting het noorden (en voornamelijk richting de hoofdstad Bangkok). Deze overstromingen waren van aanzienlijk grotere schaal en eisten meer levens.